# Ruth Fernández de Monjardín
Ruth Fernández de Monjardín de Masci (Luján, 5 de junio de 1927 - 25 de febrero de 2022) fue una maestra y política argentina. Fue dos veces subsecretaria del Menor y la Familia de la Nación en gobiernos de facto y se desempeñó como diputada nacional por la provincia de Buenos Aires entre 1987 y 1991, como integrante del Partido Federal.

## Biografía
Nació en Luján en 1927, hija del político radical Federico Fernández de Monjardín y de Adela Luchetti.
En 1944 se recibió de maestra y hasta 1950 estudió filosofía en la Facultad de Humanidades y Ciencias de la Educación de la Universidad Nacional de La Plata. Allí participó en el centro de estudiantes, siendo presidenta en dos períodos. Ejerció la docencia en la Escuela Normal de Luján.
Militó en la Unión Cívica Radical (UCR) hasta la división del partido entre la Unión Cívica Radical del Pueblo y la Unión Cívica Radical Intransigente. En el gobierno de Oscar Alende, fue subsecretaría de Acción Social del Ministerio de Acción Social de la provincia de Buenos Aires, entre 1959 y 1960.
En marzo de 1971, durante la presidencia de facto de Alejandro Agustín Lanusse, fue designada titular de la recién creada Subsecretaría del Menor y la Familia del Ministerio de Bienestar Social de la Nación, encabezado por Francisco Manrique. Fue la segunda mujer en integrar un gabinete del gobierno nacional alcanzando el rango de subsecretaria. Ocupó el cargo hasta la salida de Manrique del ministerio. Regresó al mismo cargo, pero en el renombrado Ministerio de Acción Social de la Nación, en julio de 1982 durante el gobierno de facto de Reynaldo Bignone en el autodenominado Proceso de Reorganización Nacional, siendo designada por el ministro Adolfo Navajas Artaza.
En 1973 se había unido al Partido Federal fundado por Manrique. En las elecciones provinciales de 1983, fue candidata a gobernadora de la provincia de Buenos Aires por la Alianza Federal. Acompañada por Gerardo Antonio Ancarola, la fórmula quedó en quinto lugar con el 0,63 % de los votos.
En las elecciones legislativas de 1987 fue elegida diputada nacional por la provincia de Buenos Aires en la lista de la UCR, integrando la Convergencia Programática de Raúl Alfonsín. En la cámara formó parte del bloque del Partido Federal y un interbloque de partidos provinciales, finalizando su mandato en 1991.
En 2009 volvió a afiliarse a la UCR. En 2016 fue homenajeada por el Concejo Deliberante del Partido de Luján.
Es miembro del Círculo de Legisladores de la Nación.